# Bernfried Schlerath
Bernfried Schlerath, född 15 maj 1924 i Leipzig, död 30 maj 2003 i Berlin, var en tysk iranist och språkforskare.
Schlerath doktorerade på en avhandling om Avestas verslära, men hans huvudsakliga intresseområde inom iranistik var uttolkningen av Zarathustras Sånger genom noggrann jämförelse av Avesta med vedisk litteratur utifrån strikta filologiska metoder.Zimmer, Stefan (2015). ”Bernfried Schlerath”. Encyclopædia Iranica. https://www.iranicaonline.org/articles/schlerath-bernfried.

## Verk i urval
- Die Behandlung von y und v nach Konsonant in den metrischen Texten des Awesta, Diss. phil. Frankfurt 1951.
- Das Königtum im Rig- und Atharvaveda. Ein Beitrag zur indogermanischen Kulturgeschichte, Abhandlungen für die Kunde des Morgenlandes 33/3, Wiesbaden 1960.
- Awesta-Wörterbuch: Vorarbeiten: 1. Index locorum zur Sekundärliteratur des Awesta; 2. Konkordanz, Wiesbaden 1968.
- Die Indogermanen. Das Problem der Expansion eines Volkes im Lichte seiner sozialen Struktur, Innsbrucker Beiträge zur Sprachwissenschaft 8, Innsbruck 1973.
- Sanskrit vocabulary arranged according to word families, Leiden 1980.
- Kleine Schriften, 2 Bde., Dettelbach 2000.
- (als Herausgeber) Zarathustra, (= Wege der Forschung 169) Darmstadt 1970.
- Das geschenkte Leben. Erinnerungen und Briefe, Dettelbach 2000. (autobiographisch)